# Olestra

Animación representando una molécula de Olestra

Olestra (también conocido por su nombre comercial Olean) es un sustituto de las grasas que no aporta triacilgliceroles, calorías ni colesterol a los productos alimenticios. Ha sido utilizado en la preparación de alimentos que tradicionalmente contienen una gran cantidad de grasas o aceites tales como las patatas fritas ("Chips"), tendiendo a disminuir o hasta eliminar su contenido. En los últimos años de la década de 1990, Olestra cobró mala fama por sus desagradables efectos secundarios.

## Comercialización
Olestra fue descubierto accidentalmente por los desarrollistas F. Mattson y R. Volpenhein de la firma Procter & Gamble (P&G) en 1968, mientras llevaban a cabo una investigación sobre grasas que pudieran ser más fácilmente asimiladas por infantes prematuros. En 1971 P&G concertó una reunión con la Administración Federal de Drogas Y Alimentos de USA (FDA) para examinar que serie de ensayos serían necesarios para introducir a olestra como aditivo alimentario.
Durante los siguientes ensayos, P&G pudo comprobar que uno de los efectos secundarios de utilizar olestra para reemplazo de las grasas naturales en la dieta era que disminuía los niveles sanguíneos de colesterol. Siguiendo esta posiblemente lucrativa alternativa, en 1975 P&G rellenó un nuevo formulario de requerimientos de la FDA para utilizar a olestra como "droga medicinal" específica para disminuir los niveles de colesterol. Sin embargo, la larguísima serie de estudios que debieron llevar a cabo fallaron en demostrar la reducción del 15% en los niveles de colesterol que requería la FDA para aprobarlo como tratamiento, con lo que se perdió interés en posteriores trabajos con respecto a olestra.
En 1984 la FDA le permitió a la firma Kellogg's hacer el anuncio publicitario de que sus cereales de desayuno con alto nivel de fibra alimentaria resultaban efectivos para reducir el riesgo de cáncer. P&G inmediatamente comenzó otra serie de ensayos que duró tres años. Cuando estas pruebas se terminaron, P&G presentó a olestra para su aprobación como aditivo alimentario, tratando de obtener el permiso de uso para reemplazar hasta el 35% de grasas en alimentos caseros y hasta el 75% en usos comerciales.
Una de las principales preocupaciones de la FDA sobre Olestra fue la ironía de que alentara a los consumidores a consumir una mayor cantidad de alimentos de la "punta de la pirámide" alimentaria, debido a la percepción de que esto podía resultar saludable. Según la FDA esto habría podido llevar a los compradores a incurrir en exceso de consumo, pensando que la adición de Olestra eliminaría las consecuencias negativas. A la luz de estos hechos, concluye que la aprobación de Olestra como aditivo habría significado que los consumidores serían alentados a ingerir alimentos con un importe relativamente elevado de un aditivo, cuyas consecuencias a largo plazo para la salud no estaban suficientemente documentadas. Este hecho fue lo que hizo que la FDA se mostrara particularmente reacia a aprobar el producto, además de los efectos secundarios que sí estaban demostrados tales como la diarrea y la pérdida de vitaminas liposolubles. En agosto de 1990, P&G estrechó su enfoque apuntando al segmento de "sabrosos snacks" (refrigerios), tales como patatas fritas (chips), crackers y otros alimentos similares.
Para este punto las patentes originales se encontraban ya cerca de su fecha de expiración (1995), de modo que P&G se preocupó por tramitar una extensión, la cual recibieron en diciembre de 1993. Esta extensión duró hasta el 25 de enero de 1996. Mientras el proceso de aprobación continuaba, a la P&G se le sumó un gran número de otras empresas que señalaron a la aprobación de Olestra como un típico ejemplo de la burocracia de la FDA arrastrando los pies. Bajo presión, la aprobación finalmente fue concedida el 24 de enero de 1995, un día antes de que la patente expirara, provocando una extensión automática de los derechos de propiedad por otros dos años.
En el año 2010 las patatas fritas Lay's en su versión "light" aún se encuentran disponibles, listando a olestra como uno de sus ingredientes.

## Efectos secundarios
Olestra fue aprobado por la FDA para su utilización como aditivo en 1996 y se utilizó inicialmente para la elaboración de patatas fritas bajo el nombre comercial WOW chips de la empresa Frito Lay. En 1998, durante el primer año de venta a nivel nacional de productos comerciales con olestra, y después de que la Comisión Consultiva de Alimentos de la FDA confirmara la sentencia que hiciera dos años antes; las ventas fueron de más de 400 millones de dólares. Sin embargo, en 2000 las ventas disminuyeron a tan sólo 200 millones de dólares, principalmente debido a la poco halagüeña etiqueta de advertencia de la FDA: "Este producto contiene Olestra. Olestra puede causar cólicos abdominales y fugas anales. Olestra inhibe la absorción de algunas vitaminas y otros nutrientes. Se han añadido vitaminas A, D, E, y K."
Esta condición que normalmente sólo ocurre debido a un consumo excesivo en un corto período de tiempo, se conoce como "esteatorrea", y es debida a que olestra no es degradado por las enzimas humanas y es capaz de atrapar grasas y vitaminas provocando un síndrome de malabsorción de grasas.
De cualquier modo las ventas cayeron tan estrepitosamente que P&G se rindió en sus intentos de ampliar los usos de Olestra, e incluso llegó a vender su fábrica de olestra en Cincinnati a tecnologías Twin Rivers en febrero de 2002.
La FDA retiró su etiqueta de advertencia en 2003 debido a que "habiendo realizado una revisión científica de varios estudios de mercado remitidos por P&G, como así también los reportes de efectos adversos remitidos por la P&G y el Centro para la Ciencia en el Interés Público; La FDA concluye que la etiqueta de advertencia ya no se justifica", Y eso a pesar de haber recibido más de 20.000 quejas. Al eliminar la etiqueta advirtiendo el contenido de olestra, la FDA citó un estudio de seis semanas de duración llevado a cabo por Procter & Gamble (a la sazón los creadores de olestra), sobre un grupo de más de tres mil personas; mostrando que el grupo de consumidores de olestra sólo experimentó un ligero aumento en la frecuencia de deposiciones.
P&G además trabajó duramente por medio de campañas publicitarias que remarcan los efectos positivos de aditivo, llegando a trabajar directamente con la comunidad sanitaria. Pero, más allá de que la cultura popular desaprobaba el producto, muchos consumidores simplemente no vieron los rápidos resultados que esperaban de un producto que veían como una especie de panacea universal. Esto es así porque olestra sólo abordó el patrón de consumo de grasas estadounidense. Los Alimentos que contienen olestra no contienen calorías de grasas y muchos estadounidenses creyeron que podían comer más de ellos "salvando" la diferencia.  Sin embargo el comer patatas fritas con olestra no es un modo particularmente eficaz de mejorar la dieta global.
Olestra se encuentra prohibido en muchos países, incluyendo al Reino Unido y Canadá.

## Química
Los triglicéridos,  las grasas alimentarias que aportan energía consisten en tres ácido grasos ensamblados sobre un esqueleto de glicerol. Debido a que olestra se sintetiza sobre un esqueleto de sacarosa, puede tener unidos seis, siete u ocho ácidos grasos. El arreglo espacial radial que resulta de esta disposición es demasiado grande e irregular para atravesar la pared intestinal y ser absorbido. Olestra tiene el mismo sabor y palatabilidad que la grasa, pero atraviesa el tracto gastrointestinal sin ser digerido por lo que no contribuye con calorías ni valor nutritivo alguno a la dieta.
Desde un punto de vista mecanicista, los científicos son capaces de manipular el compuesto de tal forma que podría ser utilizado en lugar de aceites de cocina en la preparación de muchos tipos diferentes de alimentos.
Debido a que contiene varias cadenas de ácidos grasos como grupos funcionales, olestra es capaz de disolver las vitaminas liposolubles tales como vitamina D, vitamina E, vitamina K, y vitamina A, junto con los carotenoides, por lo que dichos nutrientes se excretan junto con las moléculas de olestra sin digerir. Para contrarrestar esta pérdida de nutrientes los productos elaborados con olestra se encuentran fortificados con vitaminas liposolubles que compensan esta pérdida por materia fecal.

## Aplicaciones
Procter and Gamble están publicitando sus productos de ésteres de sacarosa bajo el nombre comercial de "Sefose" para su uso como lubricante industrial y aditivo para pinturas. Debido a que olestra se produce combinando químicamente azúcar y aceites vegetales, no libera humos ni vapores tóxicos y puede convertirse en un reemplazo seguro y amigable con el medio ambiente para los productos petroquímicos en todas sus aplicaciones. Actualmente se utiliza como base para la elaboración de tintas de escritorio y como lubricante para pequeñas máquinas-herramientas, existen planes de extender su utilización a maquinaria pesada.
En 1999 un grupo de investigadores descubrió que olestra facilita la eliminación de dioxinas y compuestos relacionados del organismo de animales intoxicados. Aparentemente funciona uniendo las dioxinas de manera similar a como lo hace con el resto de las grasas. Este inesperado efecto secundario puede convertir a esta sustancia en una herramienta muy útil para tratar a víctimas de intoxicación con dioxinas.
Una investigación reciente por grupos de la Escuela de Medicina de la Universidad de Cincinnati en Ohio y la Universidad de Australia Occidental, indican que olestra puede ser utilizado para tratar las intoxicaciones con policloruro de bifenilo (PCB's), incluyendo los síntomas de cloracné.